# Córrego Novo
Córrego Novo är en kommun i Brasilien.   Den ligger i delstaten Minas Gerais, i den sydöstra delen av landet, 700 km sydost om huvudstaden Brasília. Antalet invånare är 3 129.
Omgivningarna runt Córrego Novo är huvudsakligen savann. Runt Córrego Novo är det ganska glesbefolkat, med 35 invånare per kvadratkilometer.